# 미로 (2003년 영화)
《미로》(프랑스어: Dédales / 영어: Labyrinth)는 2003년에 개봉한 프랑스의 영화이다.

## KBS 성우진 (2005년 8월 3일)
- 김세한 - 브레냑(랑베르 윌슨)
- 성병숙 - 끌로드(실비 테스튀)
- 김일 - 마티아스 형사(프레데리크 디팡탈)
- 안종국 - 칼(비쉘 부쇼쇼이)
- 박상일 - 서장
- 이근욱 - 시몽
- 윤기황 - 스탄
- 유제상 - 총포상점 주인
- 김영민 - 래이(에두어드 몽투)
- 김태웅 - 경찰
- 황재경 - 여성판사
- 박정민 - 뤼지
- 정훈석 - 프로프
- 양석정 - 말릭(토머 시슬리)
- 위훈 - 카림